# 球虫科
球虫科（学名：Sphaerozoidae）是泡沫虫目下的一个科。

## 下属分类
本科包括以下属：
- Raphidozoum Haeckel, 1862